# Chiêu Hiến Quý phi
Chiêu Hiến Quý phi Vương thị (昭献贵妃王氏, ? - 1420) là sủng phi của Minh Thành Tổ Vĩnh Lạc Đế, Hoàng đế thứ ba của nhà Minh trong lịch sử Trung Quốc.

## Tiểu sử
Bà họ Vương (王), người Tô Châu, Giang Tô, không rõ gia thế ra sao.
Khi bà nhập cung đã nhận được sự sủng ái của nhà vua, sơ phong Chiêu dung (昭容), sau phong Quý phi (贵妃) trong một thời gian khá ngắn, mặc dù không sinh người con nào cho Hoàng đế. Bà tư sắc diễm lệ, thông hiểu lễ nghĩa, rất được Từ Hoàng hậu và Vĩnh Lạc Đế tín nhiệm.
Ngày 4 tháng 7 (âm lịch) năm Vĩnh Lạc thứ 5 (1407), Từ Hoàng hậu qua đời, hưởng dương 46 tuổi. Sau khi Từ Hoàng hậu qua đời, Vĩnh Lạc Đế chỉ sủng ái hai phi tần có tiếng, là bà và Cung Hiến Hiền phi Quyền thị; riêng Vương thị học tập sự cung kiệm của Tiên Hoàng hậu nên rất được Chu Đệ ưa thích.
Sau khi Hoàng hậu qua đời, bà xử lý hết mọi việc trong cung, được các Hoàng tử, Vương hầu và Công chúa kính nể như Đích mẫu.
Năm Vĩnh Lạc thứ 17 (1420), bà qua đời, không rõ bao nhiêu tuổi, được an táng trọng thể theo lễ của Hồng Vũ Đế Thành Mục Quý phi; Thái tử Chu Cao Sí đích thân để tang phục, có thể thấy sự tôn kính và quý mến của hậu cung dành cho bà nhiều thế nào. Bà được truy phong Chiêu Hiến quý phi (昭献贵妃).